# Ремейк
Реме́йк (от англ. remake — «переделка») — выпуск новых версий уже существующих произведений искусства с видоизменением и добавлением в них собственных характеристик. Чаще всего употребляется в музыке, видеоиграх, кино и на телевидении (как переделка фильма, песни, любой музыкальной композиции или драматургической работы). Ремейк не цитирует и не пародирует источник, а наполняет его новым и актуальным содержанием, однако «с оглядкой» на образец. Может повторять сюжетные ходы оригинала, типы характеров, но при этом изображать их в новых исторических, социально-политических условиях.
Термин «ремейк» могут путать с термином «ремастер», который подразумевает собой лишь переиздание уже ранее созданного произведения в улучшенном качестве.

## Ремейки фильмов
Термин используется по отношению к фильмам, за основу которых взяты оригинальные фильмы, снятые раньше. То есть фильм-ремейк — это фильм, снятый по мотивам другого фильма. Обычно режиссёры ремейков по-своему перерабатывают оригинальный фильм, но иногда снимаются новые версии, полностью повторяющие оригинал. Часто действие переносится в новую историческо-культурную среду, например, вестерн «Великолепная семёрка» является ремейком фильма «Семь самураев». При этом в оригинале и ремейке режиссёр, вся съёмочная группа и актёры обычно совершенно разные.
С началом нового тысячелетия, после успеха в прокате американского ремейка японского фильма ужасов «Звонок», стало появляться множество ремейков различных азиатских фильмов ужасов, такие как «Проклятие», «Тёмная вода», «Один пропущенный звонок», «Глаз» и другие.

## Ремейки в музыке
В русском языке ремейками в музыке называют заново записанные версии уже издававшихся композиций, причём ремейк может быть сделан как тем же исполнителем или музыкальным коллективом (хотя бы при участии одного из участников), так и перепет иным исполнителем, часто с переводом на другой язык. Часто ремейки создаются диджеями в виде миксов и ремиксов.
Примерами музыкальных ремейков могут служить некоторые композиции советских рок-групп конца 1980-х годов, записанные заново (часто более качественно и в лучших студийных условиях, чем оригиналы). Например, практически весь альбом рок-группы «ДДТ» «Я получил эту роль» (1988, ремейки песен ДДТ с альбомов первой половины 1980-х). В 1993—1994 годах группа «Пикник» перезаписала два первых альбома — «Дым» (1982) и «Танец волка» (1984), впоследствии они сделают ремейки альбомов «Иероглиф» (1986), «Родом ниоткуда» (1988) и «Харакири» (1991).
В 2004 году Ф. Киркорову на пресс-конференции был задан вопрос: «Чем обусловлено большое количество ремейков в вашем репертуаре?» Вопрос заметно оскорбил Киркорова, он ответил журналистке Ирине Ароян, задавшей вопрос, оскорблением, что послужило началом скандалу, получившему большую огласку. После этого происшествия Киркоров выступал с программой «Король ремейков», по которой получил от прессы такое же прозвище.

## Ремейки в литературе
- Повесть В. И. Чайковской «Новое под солнцем» является ремейком романа И. С. Тургенева «Отцы и дети»[4].
- Повесть А. М. Волкова «Волшебник Изумрудного города» является ремейком повести Л. Ф. Баума «Удивительный волшебник из страны Оз».
- Сказка А. Н. Толстого «Золотой ключик, или Приключения Буратино» (1936); ремейк сказки «Приключения Пиноккио»  итальянского писателя Карло Коллоди (1881).

## Ремейки компьютерных игр и видеоигр
Ремейк компьютерной игры или видеоигры — это отдельная компьютерная игра, созданная на основе оригинальной игры. Ремейк может как создаваться с нуля, так и использовать наработки оригинала, но никогда не копирует оригинал полностью. Обычно ремейк имеет практически то же название, сюжет и геймплей, что и оригинальная игра, но при этом часто содержит более современную графику и звуковые эффекты, изменённую внешность персонажей, интерфейс пользователя, дизайн и строение локаций. Сюжет и геймплей в определённых случаях также могут быть изменены и адаптированы согласно современным трендам и стандартам.
Ремейк могут путать с ремастером — который не является новой игрой и представляет собой лишь переиздание уже ранее созданной игры, портированное на современные платформы с улучшенной графикой, но без изменения остальных элементов.

## Примечание
1. ↑  Русский орфографический словарь Российской академии наук. Отв. ред. В. В. Лопатин.
2. ↑  Толковый словарь иностранных слов Л. П. Крысина.- М: Русский язык, 1998.
3. ↑  Словарь иностранных слов.- Комлев Н. Г., 2006.
4. 1 2  Словарь литературоведческих терминов. С. П. Белокурова. 2005.
5. 1 2
6. ↑  Киркоров выступит с концертом «Филипп Киркоров — король ремейков» (недоступная ссылка). РИА Новости, 20 июля 2004.
7. ↑  Ярослав Питерский. Сегодня в Красноярск прилетели Филипп Киркоров и Анастасия Стоцкая Архивная копия от 4 октября 2013 на Wayback Machine. СТС-Прима, 15 июня 2005.
8. ↑  Зайку — на пенсию! // Вечерняя Москва. — 2004. — № 157.